# وارن أ. غريدي
وارن أ. غريدي هو سياسي أمريكي، ولد في 3 مارس 1924، وتوفي في 14 ديسمبر 2019. نشط حزبياً في الحزب الجمهوري. وقد انتخب عضو جمعية ولاية ويسكونسن ‏.